# 祝融街工廠
祝融街工廠是世界上第一個水力發電廠。建立於1882年9月30日，坐落在美國威斯康辛州阿普爾頓的福克斯河，根據美國機械工程師學會，祝融街工廠是北美第一個商業性水電中心系統 。它同時也屬於IEEE里程碑和國家級機械工程歷史地標。
祝融街工廠在原本的阿普爾頓造紙公司裡建造，但在1891年時不幸被大火燒掉，現在位於南奥奈达街有個祝融街工廠複製品。

## 歷史
祝融街工廠的建設，最早由阿普爾頓造紙公司的老闆羅傑斯提出，根據紀載，羅傑斯跟他朋友賀雅各布去釣魚時聊到他想建立一個水力發電站的構想。

### 愛迪生電燈公司
任職於芝加哥西方愛迪生照明公司的何雅各布斯告訴羅傑斯，愛迪生打算在紐約建立一個蒸氣驅動的發電廠-珍珠街工廠 ，羅傑斯於是知道愛迪生有這方面的技術，決定打造世界第一個水力發電廠，並在1882年5月25日成立了阿普爾頓愛迪生電燈公司。
1882年7月，任職於西方愛迪生照明公司的工程師約翰斯頓，告訴羅傑斯等人有關於愛迪生的電燈系統，於是公司決定先測試水力發電的可能性。

## 爐石故居博物館

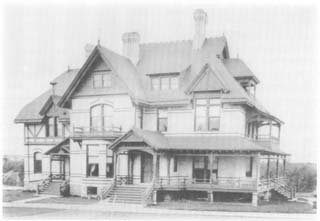
爐石故居博物館